# K Desktop Environment 2
K Desktop Environmet 2はK Desktop Environmet (KDE) の第2シリーズのリリースである。このシリーズには、3つのメジャーリリースが含まれている。

## メジャーアップデート
K Desktop Environmet 2は、K Desktop Environmet 1と比較して、重要な技術的な改善点が導入されている。これには、DCOPやアプリケーションのI/OライブラリであるKIO、他のアプリケーションにアプリケーションそれ自体を組込むことを可能にするKParts、HTML 4.0準拠のKHTMLなどを含む。

## K Desktop Environmet 2.0

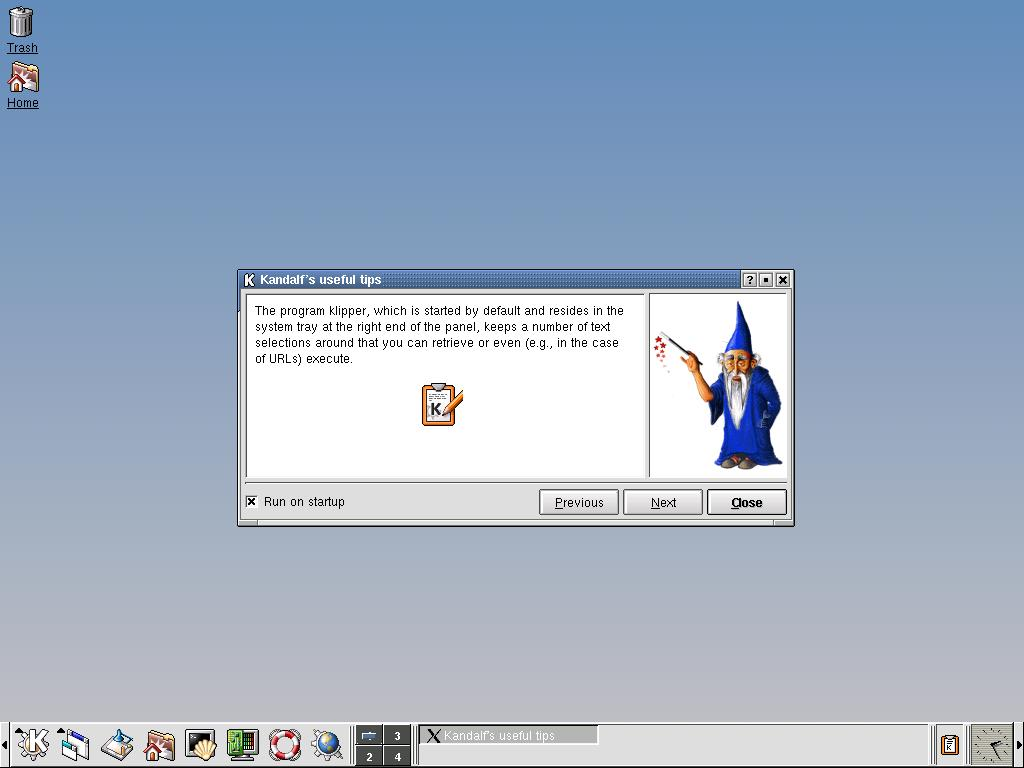
K Desktop Environmet 2.0

Konquerorがウェブブラウザ、ファイルマネージャ、ドキュメントビューアとして導入された。KonquerorはKHTMLをウェブページの表示に用いている。
また、K Desktop Environmet 2は、表計算ソフトのKSpread、ベクター描画ソフトのKIllustrator、ワープロソフトのKWord、プレゼンテーションソフトのKPresenter、チャートとダイアグラムのソフトのKChartを含む最初のKOfficeのリリースを含んでいる。

## K Desktop Environment 2.1
K Desktop Environmet 2.1は、メディアプレーヤーのnoatunを含み、開発環境のKDevelopもバンドルされていた。

## K Desktop Environment 2.2

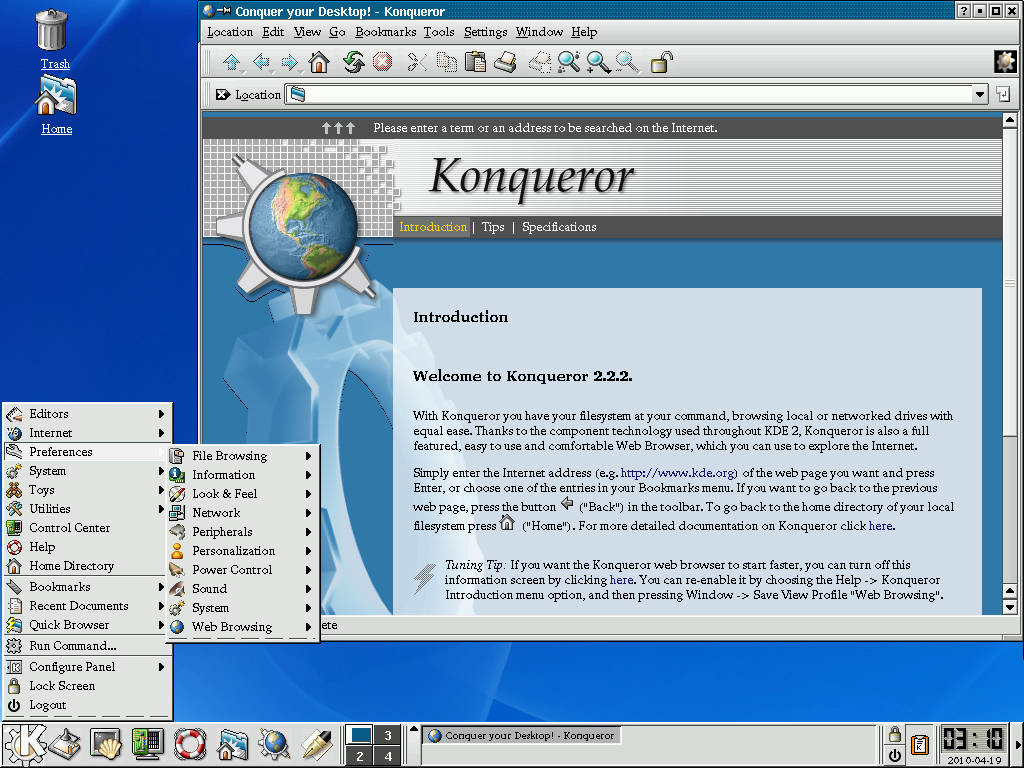
K Desktop Environmet 2.2.2

K Desktop Environmet 2.2リリースの特徴は最大50%のアプリケーションの起動速度の改善と安定性の向上、HTMLレンダリングとJavaScriptの表示の改善である。このリリースでは、Konquerorのほか、KMailやKOrganizerに対しても新機能が加えられている。

### KDE Restoration Project
KDEの20周年を記念して、KDEとFedoraへの貢献者であるHelio Chissini de Castroは、Qt2を2017年10月に再リリースするとともに、同年12月にはKDELibs 2.2.2についても再リリースした。